# Andreas von Aulock
Andreas von Aulock (23 de março de 1893 - 23 de junho de 1968) foi um oficial alemão que serviu na durante a Segunda Guerra Mundial. Foi condecorado com a Cruz de Cavaleiro da Cruz de Ferro.